# باشگاه فوتبال نائوچیکو

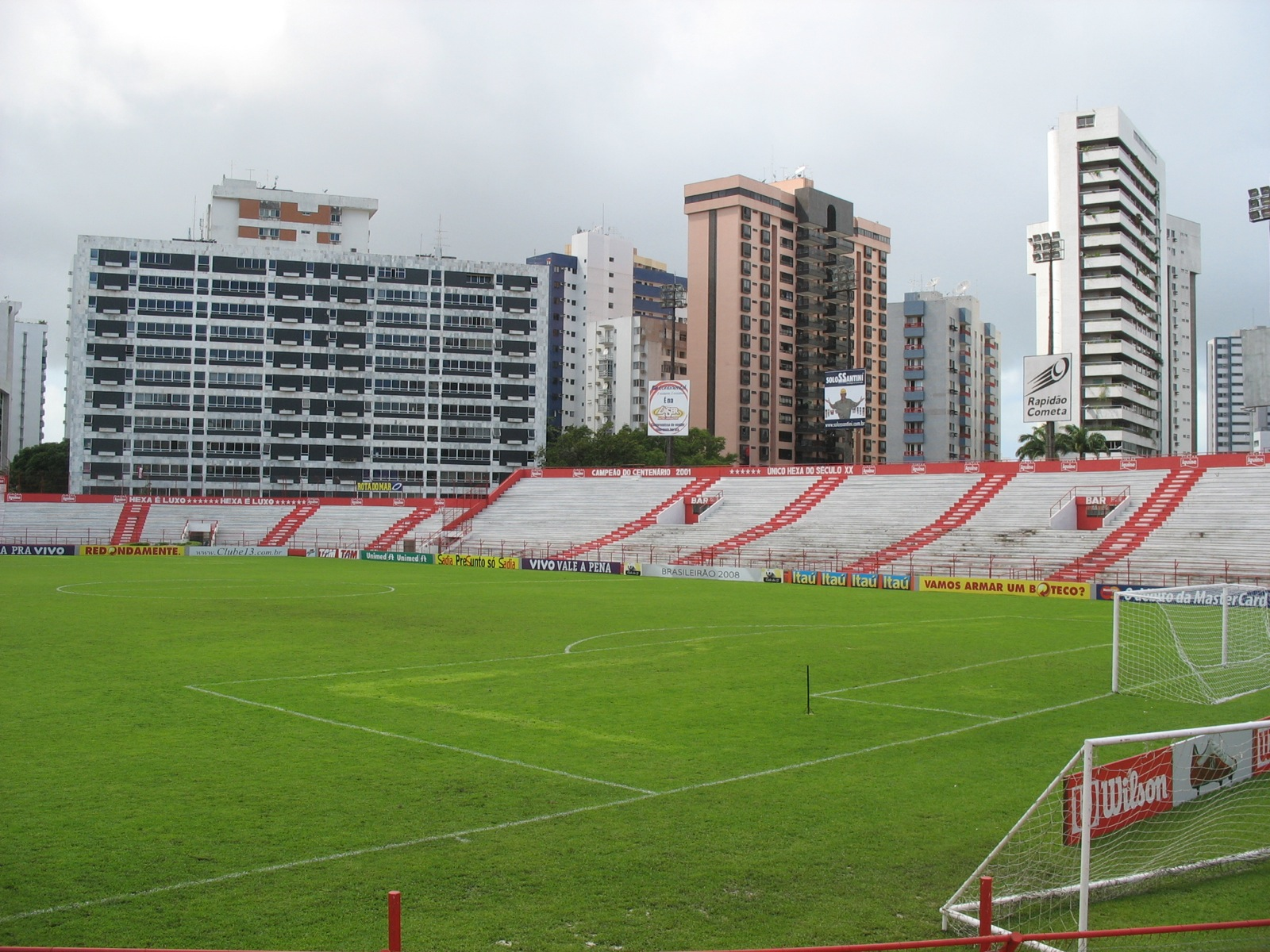
ورزشگاه داس افلیتوز

باشگاه فوتبال نائوچیکو یک باشگاه فوتبال است که هم‌اکنون در سری بی برزیل به رقابت می‌پردازد. نائوچیکو تنها باشگاه فوتبال در پرنامبوکو است که ۶ بار متوالی (از سال ۱۹۶۳ تا ۱۹۶۸) قهرمان ایالتی شده‌است. این باشگاه یک رقابت تاریخی با باشگاه‌های هم ایالتش اسپورت رسیفی و سانتا کروز دارد.
ریشه Náutico را می‌توان در پایه‌گذاری باشگاه نائوچیکو د رسیف، توسط گروهی از قایقرانان (Náutico را می‌توان مستقیماً به «دریانوردی» ترجمه کرد) در سال ۱۸۹۸ ردیابی کرد، اما تاریخ رسمی تأسیس ۷ آوریل ۱۹۰۱ است.

## ورزشگاه
استادیوم خانگی نائوچیکو، ورزشگاه داس افلیتوز است که در ۲۵ ژوئن ۱۹۳۹ افتتاح شد. این اولین ورزشگاه در ایالت پرنامبوکو بود و حداکثر ظرفیت آن ۱۹۸۰۰ نفر بود.

## افتخارات

### کشوری
- قهرمانی سری سی (۱): ۲۰۱۹

### منطقه‌ای
- قهرمانی پرنامبوکانو (۲۴): ۱۹۳۴، ۱۹۳۹، ۱۹۴۵، ۱۹۵۰، ۱۹۵۴، ۱۹۶۳، ۱۹۶۴، ۱۹۶۵، ۱۹۶۶، ۱۹۶۷، ۱۹۶۸، ۱۹۸۹، ۱۹۸۹، ۲۰۰۲، ۲۰۰۲، ۲۰۰۲، ۲۰۰۲، ۲۰۰۲، ۲۰۰۲، ۲۰۱۸، ۲۰۲۱، ۲۰۲۲